# Don Rickles
Donald Jay Rickles, spíše známý jako Don Rickles (8. května 1926 – 6. dubna 2017) byl americký komik.
Narodil se v New Yorku, jeho otec měl litevské předky, zatímco matka rakouské. Během druhé světové války sloužil v armádě. Začínal počátkem padesátých let jako stand up komik. Později hrál i v různých filmech (Pluj tiše, pluj hluboko, Kellyho hrdinové) a vystupoval v řadě televizních pořadů. Rovněž namluvil postavy v různých animovaných filmech (Havajské prázdniny, Partysaurus Rex). Zemřel na selhání ledvin ve svém domě v Los Angeles ve věku 90 let.